# Бари Маршал
 Бари Джеймс Маршал (на английски: Barry James Marshall) е австралийски лекар, лауреат на Нобелова награда за физиология или медицина, професор по клинична микробиология и съдиректор на Центъра Маршал в Университета на Западна Австралия. Маршал и Робин Уорън демонстрират, че бактерията Helicobacter pylori играе основна роля в причиняването на много пептични язви, поставяйки под съмнение десетилетията на медицинската доктрина, според която язвите се причиняват основно от стрес, пикантни храни и твърде много киселина. Това откритие дава възможност за пробив в разбирането на причинно-следствената връзка между инфекцията с Helicobacter pylori и рака на стомаха.